# Sub terra
Sub terra (título completo, Sub terra: cuadros mineros) es la primera obra del cuentista chileno Baldomero Lillo, publicada el 12 de julio de 1904. En su primera edición estuvo compuesta de ocho cuentos, casi todos ellos ambientados en las minas de carbón de Lota en la Provincia de Concepción. En la segunda edición, de 1917, se agregaron otros cuentos, algunos de ellos con tema distinto. Sub terra y Sub sole fueron las únicas obras de Lillo publicadas en forma de libro durante su vida.
Sub terra inspiró la película del mismo nombre, dirigida por Marcelo Ferrari y estrenada en 2003.

## Argumento

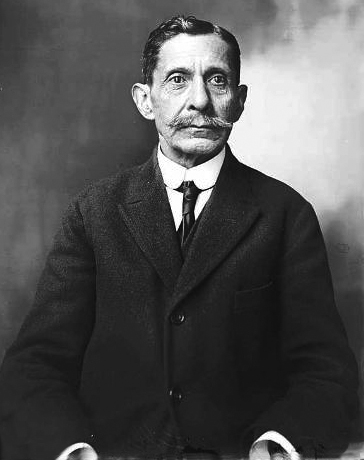
Baldomero Lillo, autor del libro.

El libro describe desde diversos ángulos y personajes la forma en que vivían y morían los mineros del carbón —particularmente los de las minas de Lota en el sur de Chile— a finales del siglo XIX y principios del XX, quienes trabajaban desde el  amanecer hasta el anochecer en condiciones miserables.
Se trata básicamente de una descripción de la vida en la mina, y la vida de sus mineros; asimismo es una crítica en contra del poder explotador, que reducía la condición humana de los mineros a simples bestias:

«¡Pobre viejo, te echan porque ya no sirves! Lo mismo nos pasa a todos. Allí abajo no se hace distinción entre el hombre y la bestia»
Baldomero Lillo, en el cuento inicial «Los Inválidos».

## Cuentos

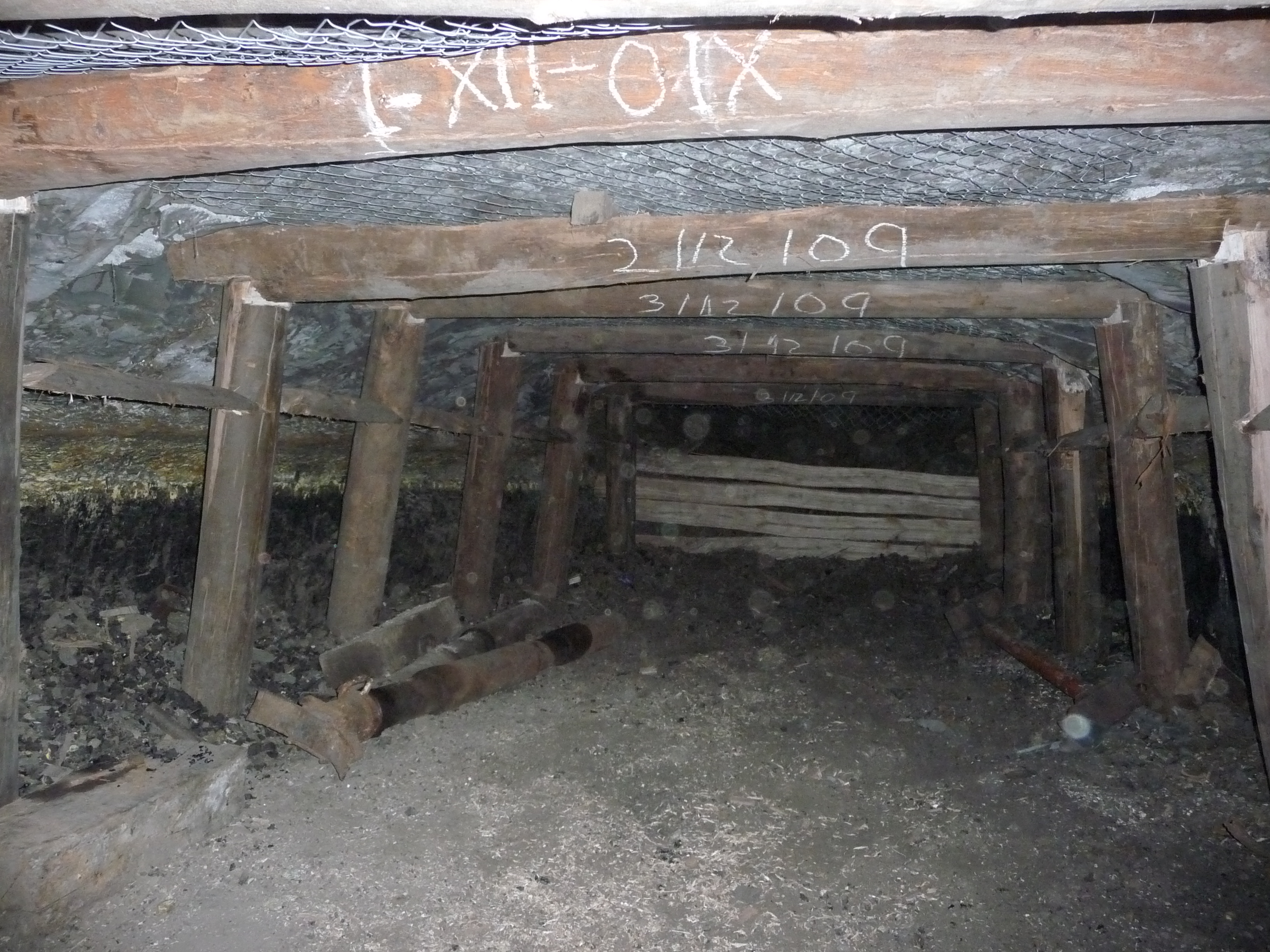
Interior de la mina Chiflón del Diablo, que inspira uno de los cuentos de la obra. Fue declarada Monumento Histórico en 2009.

La primera edición (1904) estaba formada por ocho cuentos: 
- «Los inválidos»
- «La compuerta número 12»
- «El grisú»
- «El pago»
- «El Chiflón del Diablo»
- «El pozo»
- «Juan Fariña»
- «Caza mayor»

Posteriormente, en la segunda edición (1917), Lillo modificó el texto de varios de los cuentos originales y agregó:
- «El registro »
- «La barrena»
- «Era él solo...»
- «La mano pegada»
- «Cañuela y Petaca»

Los cuentos «El registro», «La barrena» y «Cañuela y petaca» habían sido publicados en 1907 en la revista semanal Zig-Zag, mientras que «La mano pegada» había aparecido ese mismo año en la Revista Nacional.